# Vrch Hazmburk
Vrch Hazmburk (ve starších pramenech označovaný vrch Klapý) je přírodní památka a evropsky významná lokalita na úbočích stejnojmenného vrchu v katastrálních územích Klapý a Slatina pod Hazmburkem v okrese Litoměřice. Nachází se východně od obce Klapý a 3,5 kilometru severozápadně od Libochovic. Na vrcholu, mimo chráněné území, stojí pozůstatky středověkého hradu Hazmburk ze čtrnáctého století.

## Předmět ochrany
Chráněné území s rozlohou 60,41 ha zahrnuje úbočí kopce bez vrcholové části se zříceninou hradu. Předmětem ochrany v přírodní památce je především endemický poddruh saranče skalní (Stenobothrus eurasius bohemicus) a přástevník kostivalový (Euplagia quadripunctaria). Kromě nich a dalších druhů chráněných rostlin a živočichů jsou předmětem ochrany také obnažené skalní výchozy a sutě, stepní a lesostepní biotopy a extenzivně využívané sady.

## Historie
Vrch byl osídlen již v pravěku. Archeologické nálezy kamenných nástrojů dokládají neolitické osídlení. Na svazích byl dále nalezen depot bronzových nástrojů z pozdní doby bronzové, halštatská keramika nebo bronzová jehlice z doby římské.
Samotný hrad byl vybudován pravděpodobně ve třináctém nebo čtrnáctém století. Roku 1335 byl hrad (v tu dobu se jmenoval Klapý) Janem Lucemburským prodán Zbyňku Zajíci z Valdeka, který hrad přejmenoval na Hazmburk.

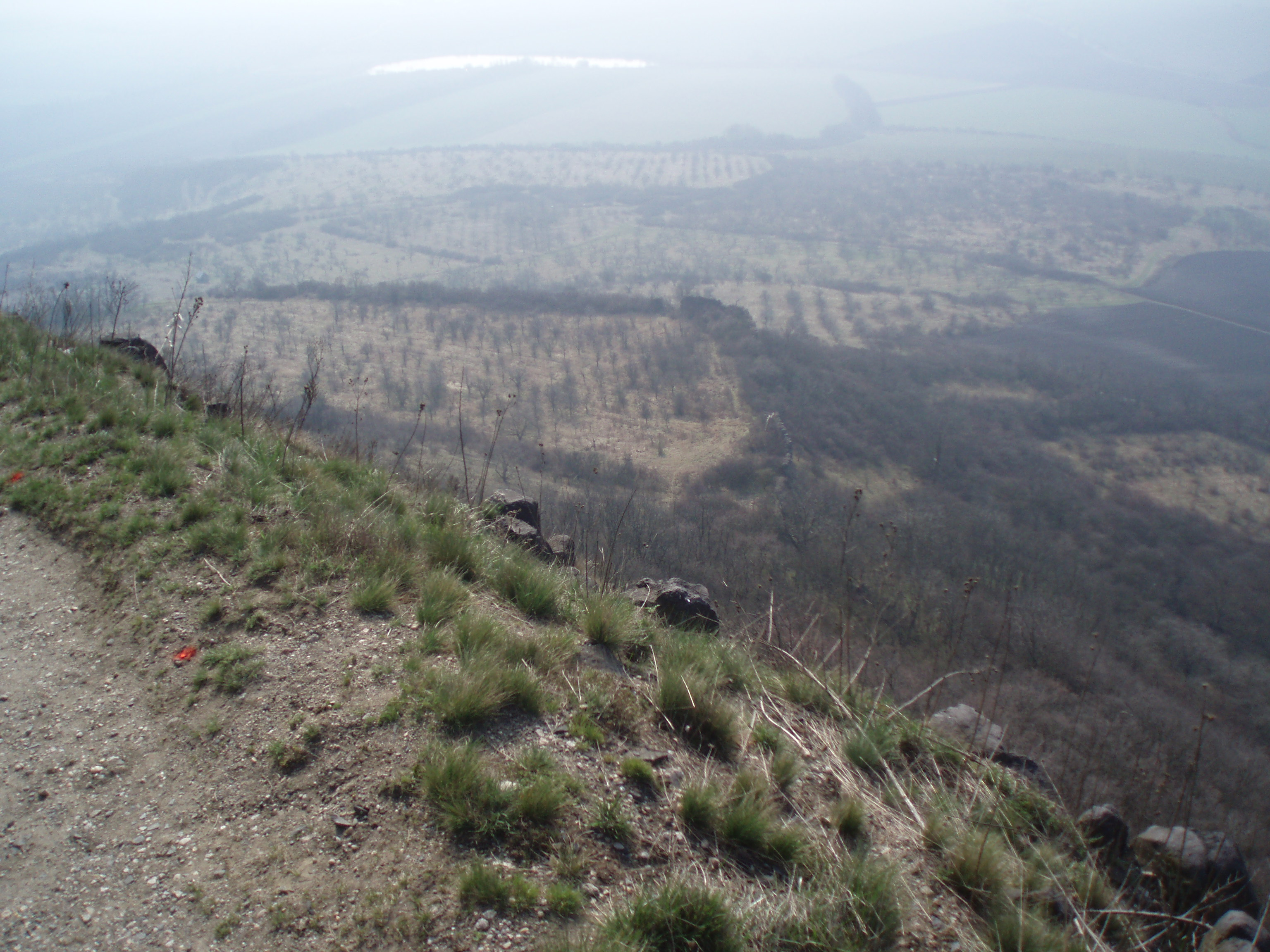
Jižní stráň a sady

Přírodní památka byla vyhlášena 14. září 2011.

## Přírodní poměry

### Geologie a geomorfologie
Vrch se nachází v České křídové pánvi v oblasti Středočeské tabule. Jedná se o neovulkanický kužel vytvořený vypreparováním žíly nefelinického bazanitu z křídových slínovců. Na skalních útvarech lze pozorovat sloupcovou odlučnost horniny, mrazové sruby a balvanové haldy. Na jižních svazích se nacházejí staré lomy.
Půdní pokryv tvoří pararendziny a kambizemě.
Na přelomu devatenáctého a dvacátého století zde docházelo k půdním sesuvům, které postupně zničily sto domů původní vesnice Klapý. Nyní se zde nachází tři oblasti potenciální sesuvů a jeden sesuv aktivní v severní části kopce.

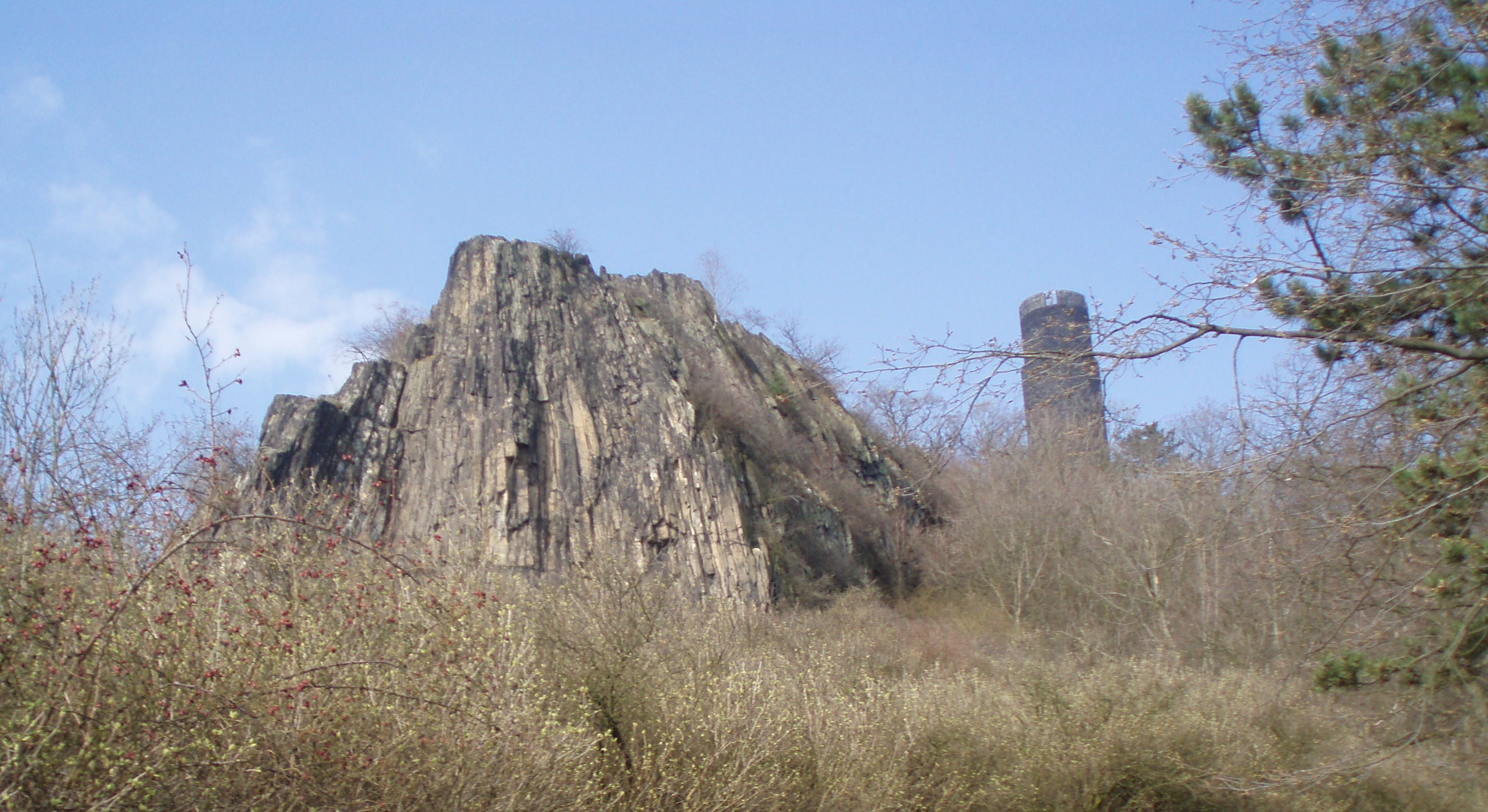
Obnažený čedičový výchoz

Geomorfologicky vrch náleží do subprovincie Česká tabule, oblasti Středočeská tabule, celku Dolnooharská tabule, podcelku Hazmburská tabule, okrsku Klapská tabule a podokrsku Slatinská tabule, jejíž je samostatnou geomorfologickou částí

### Podnebí
V lokalitě převládá teplé a suché klima. Charakteristické jsou krátké, teplejší a suché zimy a dlouhá teplá léta. Vegetační pokryv přírodní památky náleží do Českého termofytika.

### Flóra
Severní svahy jsou pokryté dubohabřinami a nepůvodními dřevinami. Vyskytuje se zde přibližně 71 druhů cévnatých rostlin, figurujících v Červeném seznamu IUCN. Na jižních svazích panují stepní společenstva a na úpatí kopců jsou zarůstající staré ovocné sady. Rostou zde v hojné míře tři druhy javoru – babyka (Acer campestre), mléč (Acer platanoides) a klen (Acer pseudoplatanus), dub letní (Quercus robur) a další časté listnaté stromy.
Chráněné teplomilné rostliny porůstají spíše jižní svahy. Jsou to například kozinec dánský (Astragalus danicus), kozinec rakouský (Astragalus austriacus), bělozářka liliovitá (Anthericum liliago), tařice skalní (Aurinia saxatilis), hlaváček jarní (Adonis vernalis), zvonek boloňský (Campanula bononiensis), dřín obecný (Cornus mas), třezalka ozdobná (Hypericum elegans), jitrocel přímořský (Plantago maritima), koniklec luční český (Pulsatilla pratensis subsp. bohemica), kavyl Ivanův (Stipa pennata), kavyl sličný (Stipa pulcherrima).
Nepůvodní dřeviny pokrývají především severní části kopce. Jsou to smrk ztepilý (Picea abies), trnovník akát (Robinia pseudoacacia), modřín opadavý (Larix decidua), borovice černá (Pinus nigra).

### Fauna
Většinou jde o chráněné druhy, z toho saranče skalní (Stenobothrus eurasius bohemicus) a přástevník kostivalový (Euplagia quadripunctaria) jsou jedním z hlavních důvodů pro návrh vyhlášení vrchu jako PP. Dále se tu vyskytuje například čmelák polní (Bombus pascuorum), ještěrka obecná (Lacerta agilis), slepýš křehký (Anguis fragilis), mravenec otročící (Formica fusca), vosa útočná (Vespula germanica), lišajové, obaleči, mnoho druhů můr a motýlů. Z ptáků jsou to výr velký (Bubo bubo), ve velké míře pěvci – kos černý (Turdus merula), drozdi, sýkora koňadra (Parus major), sýkora uhelníček (Parus ater), sýkora babka (Parus palustris) aj. Ornitologicky tato lokalita nepatří mezi příliš významné.

## Lesní a zemědělské hospodaření
Při výstavbě hradu byl kopec odlesněn, postupem času bylo území využíváno k hospodářským účelům (pastva, sady, vinice). Lesnictví tu nemělo význam. Pastva zde probíhala pravděpodobně až do osmnáctého století. Nyní je většina sadů nevyužívaná a zarůstá. Svahy a další příslušná místa zarůstají náletovými dřevinami, hlavně akáty a jasany. Ochrana lokality je zajištěna likvidací náletových dřevin vytrháváním, obnovou pastvy ovcí a koz, sadů a znovuvytvoření stepního biotopu.

## Turistika
Z turistického hlediska jde o významnou lokalitu, hrad byl pro veřejnost otevřen od roku 1996. K hradu vede červené a žluté turistické značení, a je umožněn také vjezd autem. Přístup je možný ze tří stran, z toho nejkratší cesta vede ze Slatiny pod Hazmburkem.